# Skiftestjärnen (Ragunda socken, Jämtland)
Skiftestjärnen är en sjö i Ragunda kommun i Jämtland och ingår i Indalsälvens huvudavrinningsområde. Sjön har en area på 0,137 kvadratkilometer och ligger 343,1 meter över havet. Sjön avvattnas av vattendraget Skiftestjärnbäcken.

## Delavrinningsområde
Skiftestjärnen ingår i det delavrinningsområde (699804-151593) som SMHI kallar för Mynnar i Singsån. Medelhöjden är 366 meter över havet och ytan är 11,6 kvadratkilometer. Det finns inga avrinningsområden uppströms utan avrinningsområdet är högsta punkten. Skiftestjärnbäcken som avvattnar avrinningsområdet har biflödesordning 3, vilket innebär att vattnet flödar genom totalt 3 vattendrag innan det når havet efter 132 kilometer. Avrinningsområdet består mestadels av skog (90 procent). Avrinningsområdet har 0,14 kvadratkilometer vattenytor vilket ger det en sjöprocent på 1,2 procent.